# モンキー・ヒル
モンキー・ヒル（Monkey Hill）はセントクリストファー・ネイビス、セントピーター・バセテール教区の町（村）。セントクリストファー島南部の内陸に位置する。人口は297人（2015年）。
首都バセテールの北にあるモンキー・ヒル（同名の山、標高は353メートル）の山際に形成された住宅地で、バセテールやロバート・L・ブラッドショー国際空港を見下ろす。
陸上選手のキム・コリンズの出身地といわれている。